# 치비타카스텔라나
치비타카스텔라나(이탈리아어: Civita Castellana)는 이탈리아 라치오주 비테르보도에 위치한 코무네다. 로마로부터 북쪽 65km 거리에 있다.